# Li Siao-šuang
Li Siao-šuang (čínsky pchin-jinem Lǐ Xiǎoshuāng, znaky 李小双; * 1. listopadu 1973, Sien-tchao, Čína) je bývalý čínský sportovní gymnasta.
Je dvojnásobným olympijským vítězem. Na Letních olympijských hrách v Barceloně získal zlatou medaili v prostných. O čtyři roky později na olympiádě v Atlantě získal zlato ve víceboji jednotlivců. Je též držitelem dalších tří stříbrných a jedné bronzové olympijské medaile.